# Yoshio Nakamura
Yoshio Nakamura (jap. 中村佳央, Nakamura Yoshio, * 22. Oktober 1970 in der Präfektur Fukuoka) ist ein ehemaliger japanischer Judoka. Er war Weltmeister 1993 im Mittelgewicht.

## Karriere
Der 1,82 m große Yoshio Nakamura war 1990 Dritter der Juniorenweltmeisterschaften. 1991 siegte er bei den Asienmeisterschaften in Osaka. Bei den Weltmeisterschaften 1993 in Hamilton bezwang er im Halbfinale den Usbeken Armen Bagdasarov. Im Finale gewann er gegen den Kanadier Nicolas Gill.
Von 1995 bis 1997 kämpfte Yoshio Nakamura im Halbschwergewicht. Bei den Olympischen Spielen in Atlanta unterlag er im Viertelfinale dem Franzosen Stéphane Traineau. Nach einem Sieg über den Neuseeländer Daniel Gowing in der Hoffnungsrunde unterlag er dem Niederländer Ben Sonnemans durch Schiedsrichterentscheid (yusei-gachi) und belegte den siebten Platz. Bei den Weltmeisterschaften 1997 in Paris unterlag er im Halbfinale dem Brasilianer Aurélio Miguel, den Kampf um eine Bronzemedaille gewann er gegen den Rumänen Radu Ivan. 
1998 wechselte Yoshio Nakamura zurück ins Mittelgewicht. Anfang 1998 gewann er das Tournoi de France. Im Finale der Asienspiele 1998 in Bangkok unterlag er dem Südkoreaner Yoo Sung-yeon. 
Yoshio Nakamuras Brüder Kenzo Nakamura und Yukimasa Nakamura waren ebenfalls Judoweltmeister. Bei den Asienspielen 1998 gewannen alle drei eine Medaille.